# 凱勒鎮區 (密歇根州)
凱勒鎮區（英語：Koehler Township）是位於美國密歇根州希博伊根縣的一個行政鎮區。

## 地方資料
凱勒鎮區的面積為119.10平方千米，當中陸地面積為112.80平方千米，而水域面積為6.30平方千米。根據2020年美國人口普查的數據，當地共有人口1193人，而人口密度為每平方千米10.02人。